# Mikk Jurkatamm
Mikk Jurkatamm (Tallinn, 18 settembre 2000) è un cestista estone di formazione italiana.

## Palmarès
- Campionato estone: 1

Kalev/Cramo: 2023-2024
- Coppa di Estonia: 1

Kalev/Cramo: 2024